# Хисарлъка (Русенско)
Хисарлъка или наричана още „Канарата“ е средновековна българска крепост, намираща се край русенското село Полско Косово.

## Местоположение
В района около селото са разкрити археологически обекти в голям времеви диапазон – от епохата на неолита до късното средновековие. В района са намирани монети от периода ІV–VІ в. и керамика от ранновизантийския период. Крепостта се намира на 20 – 30 метра от железопътната гара край селото. Крепостта е наричана от местните хора „Градището“. Тя е с площ от 10 000 m2. Съществували са две укрепления, наричани Голямото и Малкото градище. Северната част от „Хисарлъка“ е разрушена от кариерата за варовик. Малкото градище е изградена от ломени камъни. Крепостта е разположена на място на римски път от Augusta Traiana и цяла Тракия, който преминава през старопланинските проходи (през Discoduraterae) и през Никополис ад Иструм. Според някои учени, името на крепостта е била „Косова“.